# Aeolis Mons
L'Aeolis Mons è una struttura geologica della superficie di Marte.

## Esplorazione
La base della montagna, che era il primo degli obiettivi a lungo termine della missione Mars Science Laboratory, fu raggiunta l'11 settembre 2014 dal rover Curiosity. Il 5 ottobre del 2015 nei pressi del rover venne riferita la possibile presenza di flussi periodici di materiale liquido e di salamoie. L'altezza del monte è stata determinata in 5,5 km, ovvero all'incirca la stessa altezza di Mons Huygens, il più alto dei monti lunari. Olympus Mons, la più alta delle montagne di Marte, raggiunge invece i 21,9 km.